# Szerelmem, Elektra (film, 1974)
A Szerelmem, Elektra 1974-ben bemutatott színes magyar filmdráma Jancsó Miklós rendezésében. A film Gyurkó László azonos című színdarabjának feldolgozása, melyet Jancsó Miklós és állandó forgatókönyvírója Hernádi Gyula adaptált.

## Történet
A történet az ókori görög drámák hangulatát idézi, ugyanakkor a modern ember szemszögéből dolgozza fel a zsarnoksággal szembeni lehetséges kiállást. A forgatás helyszínének az eredetileg elképzelt sziklás és hegyes, tengerrel övezett táj helyett végül Apajpusztát választották, ahol korábban a Szegénylegények és a Csend és kiáltás című filmek forgatása is zajlott. A film teljes játékideje mindössze 12 darab hosszú beállításból áll, amelyek mindegyikét egy-egy hosszú snittben rögzítették. A filmben nagy hangsúlyt kapnak a szimbolikus jelenetek, az összetett koreográfiák, a rengeteg statisztával felvett tömegmozgások és számos bonyolult képi kompozíció, melyeket legalább egy napi próbákat követően, másnap csupán néhány ismétlési lehetőséggel vettek fel.

## Cselekmény
15 éve az akkor uralkodó Agamemnon megölésével egy Aegisztosz nevezetű zsarnok (Madaras József) került hatalomra. A megölt uralkodó lánya Elektra (Törőcsik Mari) viszont nem hajlandó behódolni és egyfolytában a bátyja, Oresztész (Cserhalmi György) visszatérésével és bosszújával fenyegeti az elnyomó diktátort. Ageisztosz és vezére (Balázsovits Lajos) a hatalomátvétel minden évfordulóján ünnepséget rendez, melynek része az igazmondás, amikor bárki elmondhatja a véleményét a királynak, de valójában csak dicsérni szabad. Egyedül Elektra mondja el újra és újra, hogy a zsarnok nem kerülheti el a sorsát, amiért megölte apját és elvette a nép szabadságát. Aegisztosz és vezére szerint a népet nem szabad szabadsággal megterhelni, hiszen nem tud vele mit kezdeni és összeroppan a súlya alatt. A zsarnok, hogy megszégyenítse Elektrát, egy törpéhez adja feleségül. Egy idegen érkezik Oresztész halálhírével, aki valójában maga Oresztész. Elektra megöli a hírnököt, amiért a király halálra ítéli. Oresztész viszont feltámad és Elektra valamint a nép segítségével elkergetik a zsarnokot, majd elfogják egy hálóval, megkínozzák és lelövik. Ezután a két testvér is lelövi egymást. A következő jelenetben a testvérpár ismét életben van, felszállnak egy piros helikopterre amely a főnixként feltámadó forradalmat szimbolizálja, majd elrepülnek. Elektra az eljövendő forradalomról mond szónokias beszédet. A helikopterről leszállva egy újabb ünnepély és tánc kezdődik.

## Szereplők
- Törőcsik Mari – Elektra
- Cserhalmi György – Oresztész
- Madaras József – Aegisztosz
- Balázsovits Lajos – vezér
- Bajcsay Mária – kikiáltó
- Jobba Gabi – Krisitemis
- Cseh Tamás – dalnok
- Jordán Tamás – dalnok
- Körtvélyessy Zsolt
- Szentjóby Tamás
- Galkó Balázs
- Tardy Balázs
- Szendrő Iván
- Oszkay Csaba
- Pelsőczy László – Agamemnon

## Érdekességek
- A filmben az egyben felvett jelenetek átlagos ideje az egyik leghosszabb a filmtörténetben: 350 másodperc. A második jelenet hossza közel 10 perces, amely nem tartalmaz vágást.
- Jancsó Gyurkóval és Hernádival is megíratta Elektra monológját, amit a helikopteren szállva mond el, és végül az idealistább Gyurkó-szöveget használta a szkeptikusabb Hernádi-verzió helyett.